# 丹·布雷乌斯马
丹·布雷乌斯马（荷蘭語：Daan Breeuwsma，1987年12月29日—），荷兰男子短道速滑运动员，2012年世界短道速滑锦标赛男子5000米接力银牌得主、2013年世界短道速滑锦标赛男子5000米接力铜牌得主、2014年世界短道速滑锦标赛男子5000米接力金牌得主、2015年世界短道速滑锦标赛男子5000米接力铜牌得主、2017年世界短道速滑锦标赛男子5000米接力金牌得主、2021年世界短道速滑锦标赛男子5000米接力金牌得主。